# Шемаров, Александр Николаевич
Александр Николаевич Шемаров (бел. Аляксандр Мікалаевіч Шамараў; 9 апреля 1975, Калининград, РСФСР, СССР) — российский, а затем белорусский борец вольного стиля, призёр чемпионата Европы, участник двух Олимпийских игр.

## Карьера
Родился в Калининграде. Несколько лет занимался футболом в ДЮСШ «Балтика», выступал в любительском первенстве России за «Балтику-2» . Борьбой стал заниматься с 1987 года. В начале своей карьеры представлял Россию. В её составе в декабре 1996 года в Тегеране стал чемпионом мира среди студентов. С 1999 года выступает за сборную Белоруссии. Выступал за минский спортивный клуб профсоюзов. Тренер  – Николай Шемаров (его отец), Валентин Мурзинков. Сначала жил попеременно в Калининграде и Минске. С 2006 года постоянно проживает в Белоруссии.

## Спортивные результаты
- Чемпионат мира по борьбе среди студентов 1996 — ;
- Олимпийские игры 2000 — 7;
- Чемпионат Европы по борьбе 2001 — ;
- Олимпийские игры 2004 — 7;

## Личная жизнь
Отец, Николай Иванович, мастер спорта по вольной борьбе, чемпион мира по вольной борьбе среди ветеранов 2011 года, тренер и педагог. Именно под его руководством начал тренироваться в Калининграде Александр Шемаров. Сам Александр является тренером своего младшего брата Алексея. Алексей тоже выступает за сборную команду Беларуси. В ее составе становился серебряным и бронзовым призером чемпионатов Европы, чемпионом мира 2011 года, представлял Беларусь на летних Олимпийских играх 2012 года в Лондоне.